# Salt Lake City (U-Boot)
Die USS Salt Lake City (SSN-716) war ein Atom-U-Boot der United States Navy und gehört der Los-Angeles-Klasse an. Sie wurde nach der Stadt Salt Lake City in Utah benannt.

## Geschichte
Die Salt Lake City wurde 1977 in Auftrag gegeben und schließlich 1980 bei Newport News Shipbuilding auf Kiel gelegt. Im Trockendock verbrachte das Boot 26 Monate, die Endausrüstung und erste Erprobungsfahrten dauerten weitere 19 Monate. Am 12. Mai 1984 fand die offizielle Indienststellung statt.
Im Oktober 1991 begann die erste Modernisierung für die Salt Lake City, die in der Mare Island Naval Shipyard durchgeführt wurde.
Nach 20 Jahren im Dienst der Navy vollendete die Salt Lake City im Oktober 2004 ihre achte und letzte Einsatzfahrt, die sie im Rahmen der Übung Summer Pulse '04 mit der John C. Stennis unter anderem in den Hafen von Yokosuka, Japan und Apra Harbor auf Guam führte. Ein Jahr später wurde das Boot in San Diego offiziell inaktiviert und tauchte ein letztes Mal unter der Polkappe in den Atlantik, wo sie in der Portsmouth Naval Shipyard auf die Außerdienststellung vorbereitet wird. Später wird das Boot im Ship-Submarine Recycling Program in der Puget Sound Naval Shipyard abgewrackt.